# 库明斯基
库明斯基（羅馬化：Kuminskiy）是俄罗斯汉特-曼西自治区的市级镇，属该自治区的孔达区管辖。地处汉特-曼西自治区南部，位于区行政中心梅日杜列琴斯基南、自治区首府汉特-曼西斯克西南方，靠近汉特-曼西自治区与斯维尔德洛夫斯克州、秋明州的边界。鄂毕河流域内孔达河一支流库马河（Кума）从该镇西北不远处流过。
镇内设有同名铁路车站，位于叶卡捷琳堡－乌斯季耶阿哈（位于区行政中心）线上。
该地2022年人口有2,586人；2010年人口3,116；2002年人口2,805；1989年人口3,378。